# Ichikawa no Tsubone
Dama Ichikawa (市川局 Ichikawa no Tsuboune, d. 5 d'abril de 1585) fou una samurai guerrera (onna-bugeisha) del període Sengoku japonès, vassalla de Mōri Motonari i que defensà el castell Konomine de l'atac del clan Ōuchi i el clan Ōtomo.

## Setge del castell Konomine

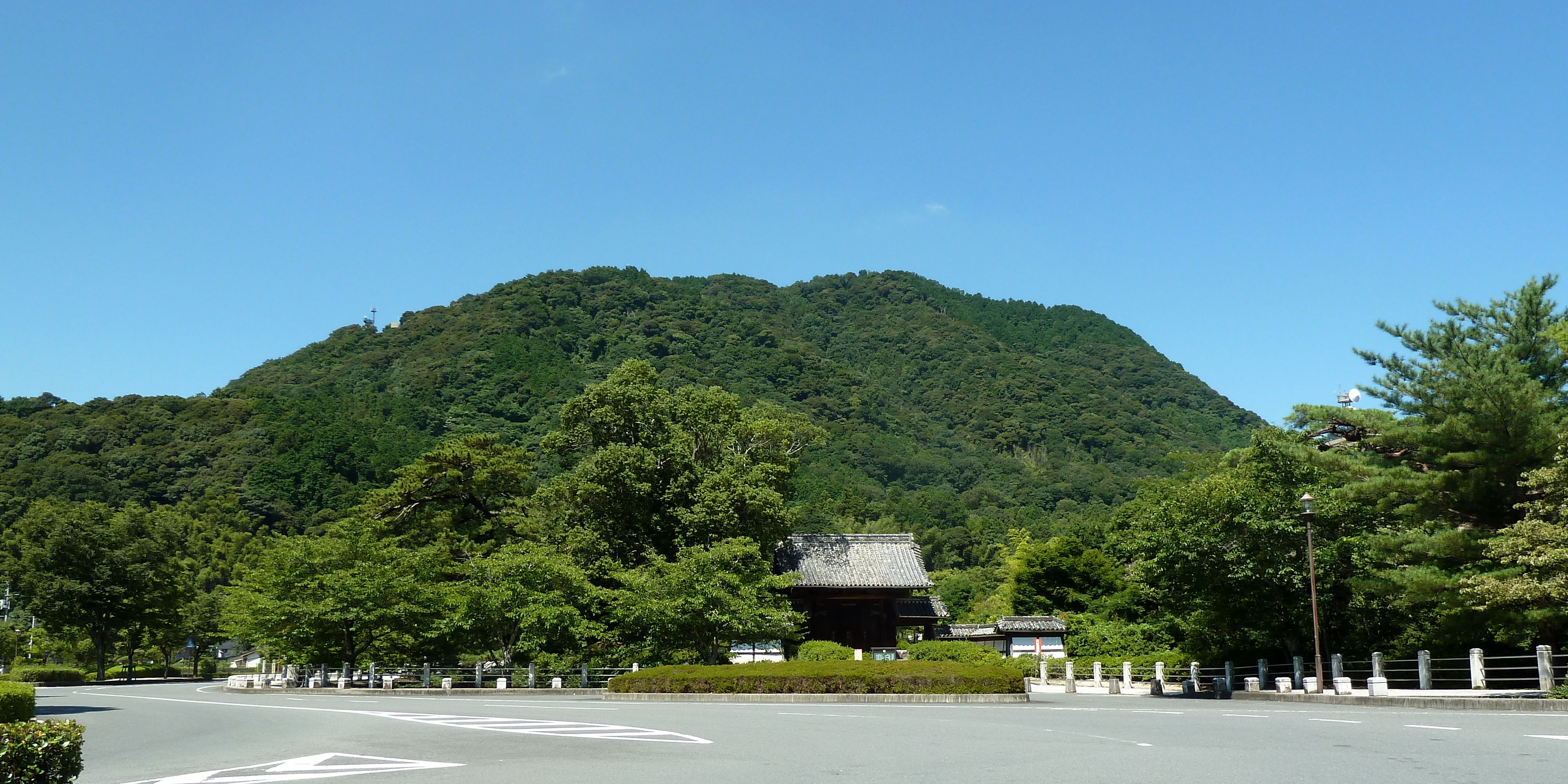
Restes del castell Konomine

Ōuchi Teruhiro es va afrontar amb Ōtomo Sōrin, un daimyo cristià a la Província de Bungo, després que les tropes de Mori Motonari assassinessin Sue Harukata a la batalla de Itsukushima. El 1569, Ōuchi Teruhiro va dirigir un atac al castell de Konomine. En aquest moment, Ichikawa Tsuneyoshi lluitava contra el clan Otomo, per capturar el castell Tachibana a Kyushu. Quan Ōuchi Teruhiro va envair la zona del clan Ichikawa, Dama Ichikawa es assumí el lideratge en la defensa del castell de Konomine i es va preparar pel combat.
Dama Ichikawa la va pressionar per lluitar a la primera línia i les dones van abandonar el castell amb les seves espases. Va aparèixer a les muralles del castell i va dirigir la defensa juntament amb les seves dones contra l'exèrcit d'Ouchi. En la ferotge batalla de 10 dies, la defensa del castell es va mantenir forta i Teruhiro va fugir. Fou derrotat davant l'exèrcit del clan Mōri, que havia sortit de Kyushu, i es va llevar ell mateix la vida. Degut a aquest èxit, Dama Ichikawa va rebre una carta d'agraïment de Mōri Terumoto el 6 de juliol de 1577.